# Josep Fernández i Puig
Josep Fernández i Puig (Barcelona, 6 de març de 1899 - ?) fou un periodista i home de negocis català. Durant els anys de la Segona República Espanyola va militar a Acció Catalana i després a Esquerra Republicana de Catalunya, treballant com a funcionari de l'ajuntament de Barcelona i com a cap de redacció del periòdic L'Opinió.
Poc abans d'esclatar la guerra civil espanyola es va integrar en el Partit Socialista Unificat de Catalunya (PSUC). En acabar la guerra es va exiliar a Casablanca (Marroc) i d'allí marxà cap a Mèxic, on va intentar muntar una empresa de conserves de peix.